# 布拉格鎮區 (阿肯色州沃希托縣)
布拉格鎮區（英語：Bragg Township）是位於美國阿肯色州沃希托縣的一個行政鎮區。

## 地方資料
布拉格鎮區的面積為80.70平方千米，當中陸地面積為80.32平方千米，而水域面積為0.38平方千米。根據2010年美國人口普查的數據，當地共有人口465人，而人口密度為每平方千米5.76人。